# Mijaíl Efremov
Mijaíl Grigórievich Efrémov (en ruso: Михаи́л Григо́рьевич Ефре́мов; Tarusa, Imperio ruso, 27 de febrerojul./ 11 de marzo de 1897greg. - Zhary, Unión Soviética, 19 de abril de 1942) fue un comandante militar soviético. Participó en la Revolución de Octubre, se unió al Partido comunista en 1919 y se convirtió en comandante de división en 1921. También trabajó como asesor militar del Gobierno Nacional de China en 1928. Durante la Segunda Guerra Mundial, estuvo al mando del Frente Central en agosto de 1941 y del 33.° Ejército soviético desde octubre de 1941 hasta su muerte en combate en abril de 1942.

## Biografía

### Infancia y juventud
Mijaíl Efrémov nació el 11 de marzo de 1897 en la localidad de Tarusa, gobernación de Kaluga (actualmente situado en el óblast de Kaluga, Rusia) en el seno de una familia de pequeños burgueses pobres. Cuando era niño, ayudaba a su padre con las tareas domésticas en su molino, hasta que el comerciante moscovita Ryabov se fijó en él. Primero trabajó como aprendiz en la fábrica de Ryabov en Moscú. Luego ingresó como aprendiz de maestros grabadores y, después de un tiempo, en los cursos de trabajo de Prechistensky. Seis años de estudio en los cursos coincidieron con los hechos revolucionarios de 1905 en los que no participó.

### Inicios de su servicio militar
En septiembre de 1915, fue movilizado en el ejército imperial ruso y se alistó como soldado raso en el 55.º Batallón de Fusileros de reserva. En noviembre, pasó la prueba de voluntario de 2.ª categoría en el 5.º Gymnasium de Moscú, después estudió en el equipo de entrenamiento del 55.º Regimiento de Fusileros, pero pronto fue enviado a la ciudad de Telavi (Georgia) a la escuela de alférez. En la primavera de 1916 se graduó en la escuela de alféreces de Telavi y fue enviado al frente en la 1.ª división de artillería independiente de Ivángorod, con el rango de alférez. Con esta unidad, participó en numerosas batallas en el frente occidental. En enero de 1917 fue herido y evacuado a Moscú. En octubre de 1917, durante la revolución rusa de octubre se unió a la Guardia Roja. Como parte del 1.er Destacamento de la Guardia Roja Zamoskvoretsky, participó en el levantamiento armado de octubre en Moscú.

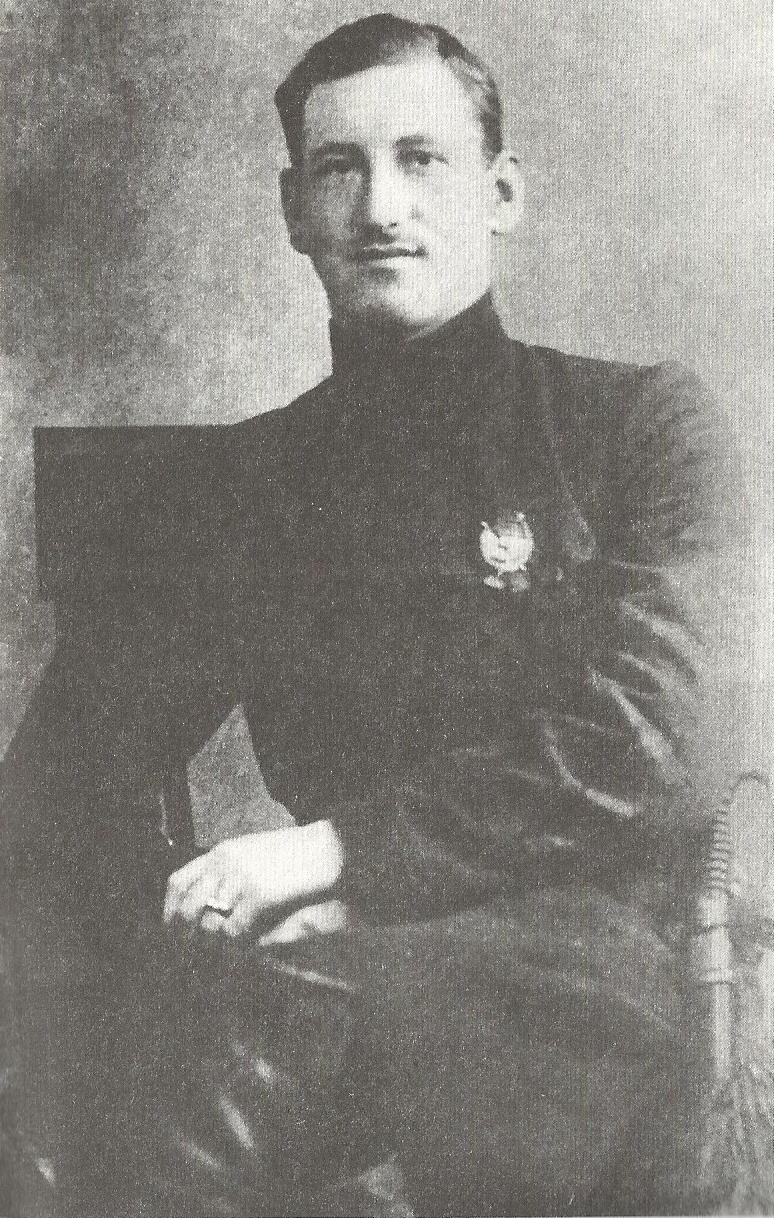
Mijaíl Efrémov durante la guerra civil rusa

En febrero de 1918, se unió al Ejército Rojo como instructor en el batallón de artillería pesada de la 1.ª División de Fusileros de Moscú. Después de la transformación de la unidad en la Brigada Especial de Infantería Independiente de Moscú, estuvo al mando primero de una compañía, después de un batallón combinado y finalmente de un destacamento. En agosto de 1918, junto con la brigada, partió hacia el Frente Sur, donde participó en batallas contra las tropas antibolcheviques del general blanco Antón Denikin. En marzo de 1919 fue nombrado jefe de la Guardia Marítima y Defensa del Territorio de Astracán. En mayo del mismo año, tomó el mando del 13.º Regimiento de Fusileros independientes de Astracán y, al mismo tiempo, desde septiembre, fue jefe de las tropas para la protección exterior y defensa de los ferrocarriles del 11.º Ejército. A la cabeza del destacamento consolidado, participó en las batallas cerca de Novokhopyorsk. En 1919, en pleno apogeo de los combates cerca de Tsaritsyn, por recomendación de Serguéi Kírov presidente del Comité Militar Revolucionario Provisional del Territorio de Astracán, se unió al Partido Comunista —en esa época conocido como Partido Obrero Socialdemócrata de Rusia (bolchevique)—.

### Guerra civil rusa

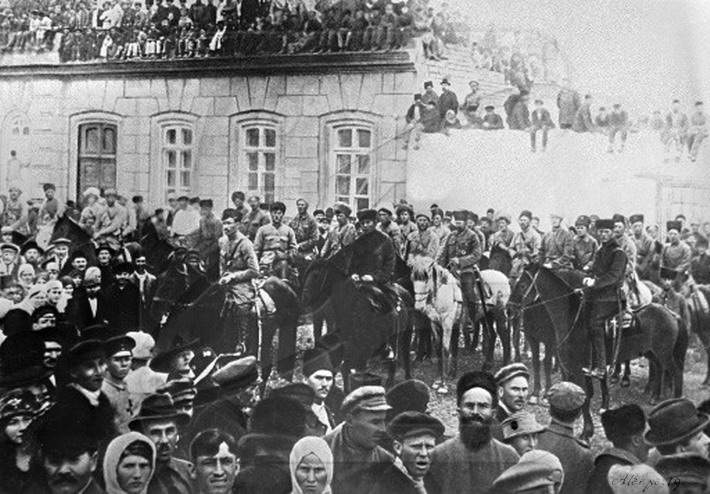
Soldados del Ejército Rojo entran en la ciudad de Bakú en 1920

En estos puestos luchó en los frentes del sur y del Cáucaso, durante la guerra civil rusa. En mayo de 1920, fue nombrado comandante de una brigada consolidada independiente y comandó con éxito un destacamento de cuatro trenes blindados del 11.º Ejército en la operación de Bakú de 1920, por la que recibió la Orden de la Bandera Roja y la Orden de la Bandera Roja de la RSS de Azerbaiyán. La orden del Comité Revolucionario de la República Socialista Soviética de Azerbaiyán indicó en las razones para concederle el premio: «por la captura de la ciudad de Bakú y por el golpe de muerte relámpago infligido al corazón del gobierno burgués del partido Müsavat de Azerbaiyán». Al mismo tiempo, el Consejo Militar Revolucionario del 11.º Ejército le otorgó un sable de oro personalizado, y el Comité Revolucionario de la RSS de Azerbaiyán le entregó un jarrón de cristal engastado con piedras preciosas. Recibió la segunda Orden de la Bandera Roja de Azerbayán con el grabado «Por Ganja». Desde junio de 1920 fue el jefe de las tropas de seguridad y defensa de los ferrocarriles de Azerbaiyán, y desde septiembre de 1920 fue el comandante y comisario del Cuerpo Especial Independiente, estacionado en la región de Grozni, los ríos Térek y Sunzha. En ese puesto, participó en la represión del levantamiento antibolchevique en Chechenia.
En 1920 se graduó en los Cursos Académicos Militares Superiores de la Academia Militar del Estado Mayor General de las Fuerzas Armadas de la URSS. Desde febrero de 1921 estuvo al mando de la 33.ª División de Fusileros Independiente, que estaba estacionada cerca de Piatigorsk y Kislovodsk. En febrero de 1921, la división de Efremov, junto con un destacamento de partisanos osetios, cruzaron las nieves de los pasos de Mamison y Geb de la Cordillera del Cáucaso y atacaron a las tropas mencheviques georgianas. Poco después estalló un levantamiento bolchevique en Georgia, y la 33.ª División comenzó a patrullar las carreteras.

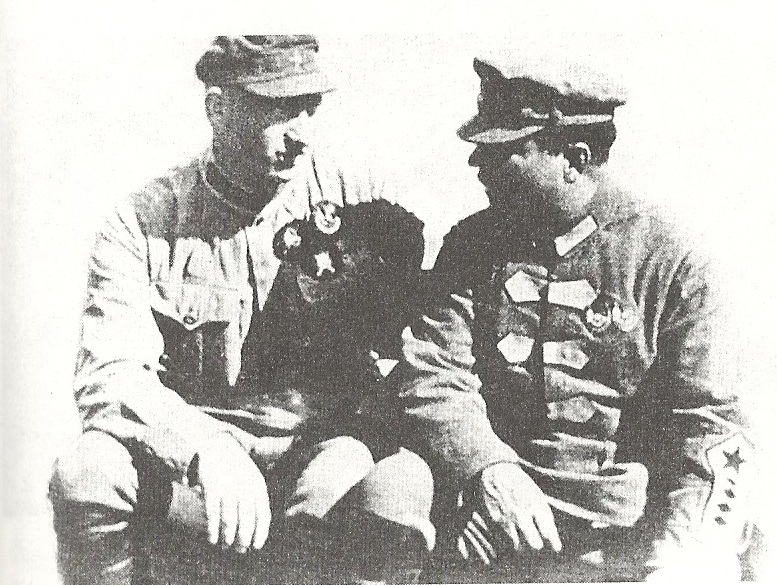
Mijaíl Efrémov y el mariscal Kliment Voroshílov en una foto de 1924

En julio de 1921, fue nombrado jefe y comisario militar de los 2.º Cursos de Comando de Moscú, a partir de diciembre de ese mismo año fue simultáneamente comandante y comisario militar de la 1.ª Brigada Independiente de Moscú. Posteriormente, diciembre de 1921, asumió el puesto de comandante de la sección de combate de Carelia. Al año siguiente, participó en la represión del levantamiento de Carelia de 1922. En mayo de 1922, fue nombrado asistente del comandante, luego comandante y comisario de la 14.ª División de Fusileros. En marzo de 1924, asumió el puesto de comandante y comisario de la 19.ª División de Fusileros de Vorónezh del Distrito Militar de Moscú.

### Periodo de entreguerras
Desde diciembre de 1926 estuvo en un campo de entrenamiento especial en la Academia Militar Frunze, luego trabajó como asesor militar para el gobierno nacionalista de China. A su regreso, en noviembre de 1927, fue nombrado comandante y comisario de la 18.ª División de Fusileros de Yaroslavl estacionada en el Distrito Militar de Moscú. En diciembre de 1929 fue enviado a estudiar a la Academia Político-Militar del Ejército Rojo en Moscú. Mientras estudiaba, fue nombrado comandante y comisario del 3.er Cuerpo de Fusileros. En diciembre de 1930 se inscribió como estudiante en la Academia Militar Frunze, al finalizar sus estudios en mayo de 1933, fue nombrado comandante y comisario del 12.º Cuerpo de Fusileros del Distrito Militar del Volga. En 1935 recibió el grado de Komdiv. Después comandó las tropas de diferentes distritos militares: en mayo de 1937 - Volga, noviembre - Transbaikal, julio de 1938 - Orlovsky, junio de 1940 - Cáucaso Norte, agosto - Transcaucásico. En 1937 fue elegido diputado de la I Convocatoria del Sóviet Supremo  de la Unión Soviética.
En 1938, Efrémov fue convocado a Moscú, donde la NKVD lo arrestó bajo sospecha de tener vínculos con el «enemigo del pueblo» el mariscal de la Unión Soviética Mijaíl Tujachevski. Sin embargo, después de dos meses de interrogatorio, fue puesto en libertad. En febrero de 1939 se le otorgó el grado militar de comandante de Ejército de 2.º Rango y el 4 de junio de 1940 el de teniente general. En enero de 1941 fue nombrado Primer Subinspector General de Infantería del Ejército Rojo.

### Segunda Guerra Mundial

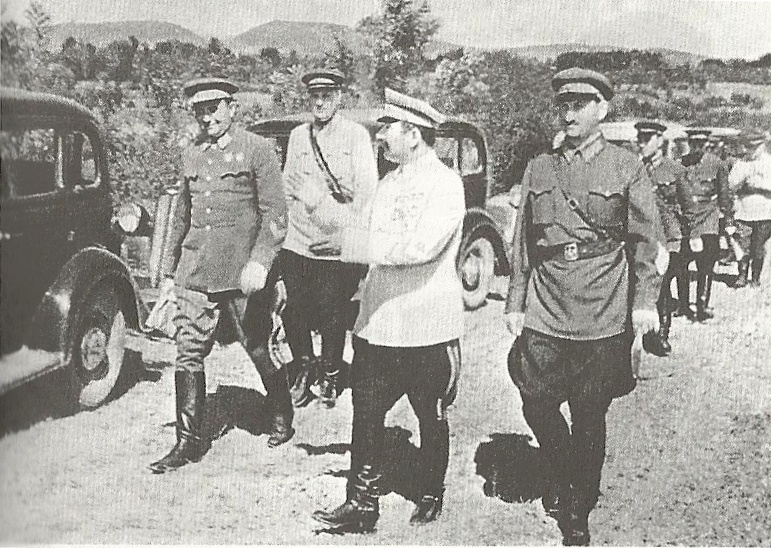
El teniente general Mijaíl Efrémov (primero derecha) en 1940 durante unos ejercicios militares

Al iniciarse la invasión alemana de la Unión Soviética, fue nombrado comandante del 21.º Ejército, que, como parte del Frente Occidental, libró feroces batallas defensivas en la dirección de Maguilov. A finales de julio, las formaciones del ejército trabaron combate contra fuerzas significativas de tropas alemanas lo que retrasó su avance hacia el Dniéper. El 7 de agosto de 1941 fue designado comandante de las tropas del Frente Central. Hasta finales de agosto, las tropas del frente contuvieron la ofensiva enemiga, evitando que atacaran el flanco y la retaguardia del Frente Sudoeste. En septiembre, fue nombrado subcomandante del Frente de Briansk. A finales de septiembre asumió el mando del 10.º Ejército, que se encontraba en formación en el Dombás aunque directamente subordinado al Cuartel General del Alto Mando Supremo (Stavka). Sin embargo, debido al avance de los alemanes en dirección oeste, se detuvo la formación del ejército, y las tropas y el equipo fueron transferidos para reforzar los ejércitos del Frente Sur, la administración de campo se trasladó a la región de Sérpujov y se dedicó a dotar de personal a la administración del Frente Kalinin que se estaba formando en ese momento. En octubre de 1941 fue nombrado comandante del 33.º Ejército del Frente Occidental.

#### Defensa de Moscú
A finales de noviembre y principios de diciembre de 1941, el 33.º Ejército de Efremov asumió la defensa de una franja de 32 km a lo largo del río Nara. El ejército experimentó una escasez de fuerzas y medios. Al norte de sus posiciones se encontraba el 5.º Ejército del teniente general de Artillería Leonid Góvorov que defendía un área de 50 km, y al sur, el 43.º Ejército del mayor general Konstantín Golubev encargado de la defensa de una zona de 32 km.
El 1 de diciembre de 1941, el comando del Grupo de Ejércitos Centro el Mariscal de Campo Fedor von Bock hizo otro intento de avance frontal hacia Moscú en el área de Aprelevka (25 km al suroeste de Moscú). Antes el 20.º Cuerpo de Ejército, el mando del 4.º Ejército de Campaña se encargó de atacar en dirección a las áreas de Zvenígorod y Naro-Fominsk en dirección a Kúbinka y Golitsyno para desmembrar y destruir las tropas del 5.ª Ejército y cortar la carretera de Minsk-Moscú.
Por la mañana del 1 de diciembre, después de una intensa y poderosa preparación artillera y aérea, los alemanes lanzaron su ofensiva. En la zona del 5.º Ejército en el área de Zvenígorod, las 78.º y 252.º divisiones de Infantería alemanas avanzaron apenas 1,5-4 km y después se pusieron a la defensiva. Pero al noroeste de Naro-Fominsk, las 292.º y 258.º divisiones de Infantería alemanas, utilizando su enorme superioridad de fuerzas, rompieron las defensas de la 222.º División de Fusileros del 33.º Ejército en el área de Tashirovo, el pueblo de Novaya e, introduciendo hasta 70 tanques con infantería motorizada, a las 14:00h alcanzaron la carretera Naro-Fominsk-Kubinka. A las 12:30h del 2 de diciembre, las principales fuerzas enemigas, formadas por el 478.º Regimiento de Infantería con quince tanques, dejaron atrás la localidad de Yushkovo y ocuparon Petróvskoye y Búrtsevo. Con el objetivo de destruir esta peligrosa penetración alemana, Efremov reunió un improvisado grupo de tanques (formado por elementos de la 5.ª brigada de tanques, y parte de los 136.º y 140.º batallones de tanques independientes) reforzado con infantería procedente de la 18.ª Brigada de Fusileros del coronel M.P. Safir. El comandante del Frente Occidental, el general del ejército Gueorgui Zhúkov, ordenó a Efremov que asumiera personalmente el mando del improvisado grupo, avanzara rápidamente en dirección a Golovenka y restaurara la situación.
El 2 de diciembre, Efremov confió el mando directo de la batalla al coronel Safir, asignándole la tarea de «restaurar completamente la situación original». Según las memorias de Safir, en la operación participaron unos 120 tanques, una brigada de fusileros, un regimiento del NKVD y dos batallones de esquí. Ese mismo día el 136.° Batallón de Tanques Independiente y varias unidades del 76.° Regimiento de Fusileros de la NKVD expulsaron a los alemanes de la localidad de Petrovsky. Al día siguiente, 3 de diciembre, con el apoyo de la 18.ª Brigada de Infantería, los tanquistas, después de haber lanzado con éxito un contraataque con apoyo de infantería, completaron la derrota del 478.º Regimiento de Infantería alemán, que, después de sufrir grandes pérdidas, se vio obligado a retirarse. «El ataque de nuestras unidades el 3 de diciembre en el área de Yushkovo fue tan fuerte e inesperado para los alemanes que ya el 4 de diciembre por la mañana, ante la imposibilidad de ingresar en la carretera de Mozhaisk ... se retiraron apresuradamente a sus posiciones iniciales ...».
Después de la eliminación del avance alemán en las cercanías de Naro-Fominsk, el 33.° Ejército liberó por completo Naro-Fominsk el 26 de diciembre, Bórovsk el 4 de enero de 1942 y Vereya el 19 de enero. En ese momento, el ejército había sufrido importantes pérdidas de personal, equipo y municiones. Por lo tanto, la orden recibida el 17 de enero de 1942 del comandante del Frente Occidental, el general Zhúkov, de atacar en dirección a Viazma fue una completa sorpresa.

#### Contraofensiva soviética de invierno de 1941-1942

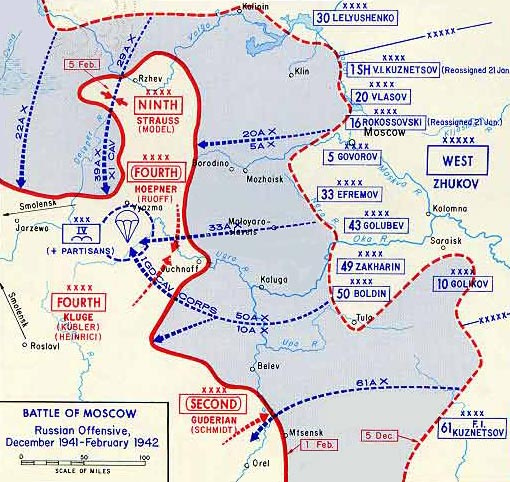
Mapa de la contraofensiva soviética de invierno de 1941

A principios de febrero, el ejército llegó al área al sureste de Viazma y, en cooperación con el 1.er Cuerpo de Caballería de la Guardia al mando del teniente general Pável Belov, trató de tomar la ciudad. El enemigo aisló parte del ejército y del cuerpo de las principales fuerzas del frente occidental con fuertes contraataques. Operando detrás de las líneas enemigas, las tropas del 33.º Ejército, en cooperación con el 1.er Cuerpo de Caballería de la Guardia y el 4.º Cuerpo Aerotransportado, así como con de destacamentos partisanos, mantuvieron bajo su control una vasta área en la retaguardia del avance enemigo, reprimiendo a importantes fuerzas alemanas.
La tarde del 13 de abril se perdió la comunicación con el cuartel general del 33.º Ejército. El ejército dejó de existir como una unidad de combate y sus unidades individuales se dirigieron hacia el este en grupos dispersos. El 19 de abril de 1942, el grupo del cuartel general, fue emboscado por los alemanes. Efrémov resultó gravemente herido en la espalda y quedó inmovilizado. Ese mismo día se suicidó para evitar su captura, junto a él murieron en combate el comandante de la artillería del ejército, el mayor general Piotr Ofrosimov, y casi todo el cuartel general del ejército. Sus soldados lo enterraron cerca del pueblo de Sloboda en el raión de Znamensky del óblast de Smolensk.
Después de que el Ejército Rojo expulsara a las tropas alemanas de la zona, sus restos fueron solemnemente enterrados nuevamente en la ciudad de Viazma en el cementerio de Catalina. El 31 de diciembre de 1999, por decreto del entonces Presidente de la Federación de Rusia, Borís Yelsin, recibió póstumamente el título de Héroe de la Federación de Rusia «por el valor y el coraje mostrado en la lucha contra los invasores nazis durante la Gran Guerra Patria de 1941-1945».

## Familia

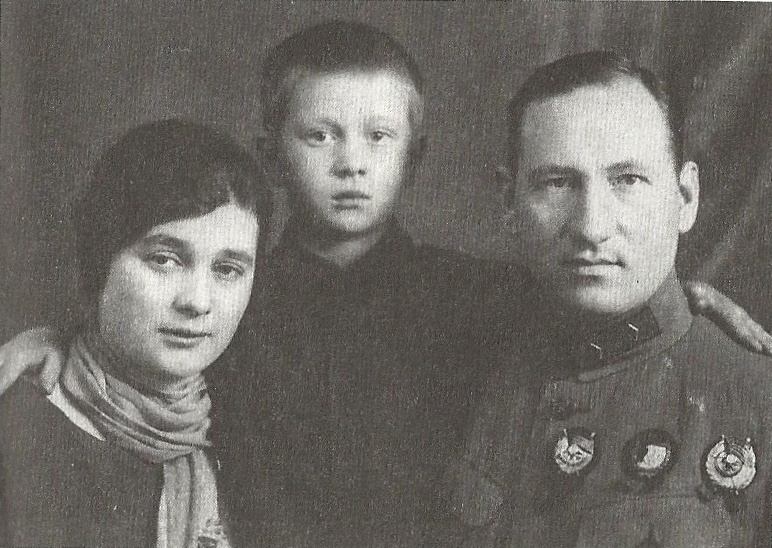
El general Mijaíl Efrémov junto a su esposa Elizaveta y su hijo Mijaíl en 1940

Su padre era Grigori Emelyanovich Efrémov, trabajador. Provenía de una familia de campesinos pobres del pueblo de Olkhovets, raión de Novosilsky, gobernación de Oriol. Se mudó a Tarusa en busca de trabajo y allí fue contratado por los comerciantes Bobrov, fue asesinado por campesinos kulak en 1922. Su madre se llamaba Alexandra Lukinichna Efremova (Ganshina), trabajaba como cocinera y agricultora colectiva. Se casó con Grigori en Tarusa. Trabajó como cocinera en la finca del juez de paz del distrito. La pareja tuvo seis hijos: Iván, Vasili, Vladímir, Pável, Anastasia y Mijaíl (el hijo menor). Tanto su madre como sus hermanos supervivientes estuvieron presentes en el entierro de los restos de Mijaíl en el cementerio militar de Viazma el 28 de septiembre de 1952. Iván y Pável murieron en combate durante la Gran Guerra Patria, en 1944 y 1945, respectivamente.
Su esposa era Elizaveta Vasilievna. Durante la Segunda Guerra Mundial, se desempeñó como instructora médica. Juntos tuvieron un único hijo, Mijaíl Mijáilovich Efrémov (1921-1992), quien durante la guerra alcanzó el rango de coronel. Participó en la liberación de Viazma en 1943, donde había muerto su padre, fue miembro de la comisión que investigó las causas de la destrucción del 33.º Ejército. También estuvo presente en el entierro de los restos de su padre en el cementerio militar de Viazma el 28 de septiembre de 1952.
El único familiar de Efrémov actualmente vivo es su nieto el coronel Viacheslav Mijáilovich Efrémov. Él cree que la culpa principal de la destrucción del 33.º Ejército y por ende de la muerte de su abuelo, recae en el entonces comandante del Frente Central el general Gueorgui Zhúkov.

## Promociones
- Komdiv (20 de noviembre de 1935)
- Komkor (8 de junio de 1937)

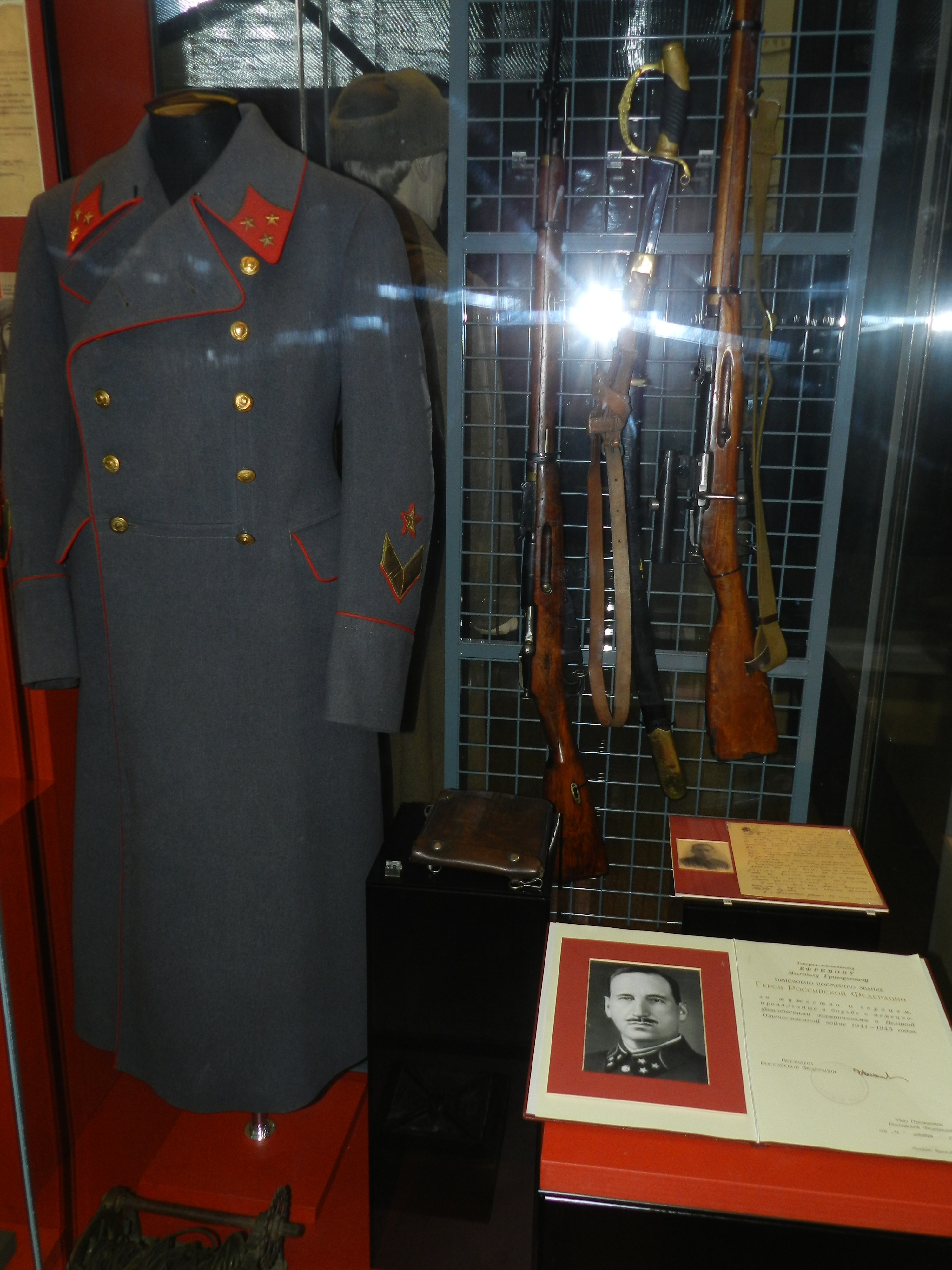
El abrigo del general Efremov actualmente en exhibición en el Museo Central de la Gran Guerra Patria de 1941-1945. (Museo de la Victoria)

- Comandante de Ejército de 2.º Rango (5 de diciembre de 1939)
- Teniente general (4 de junio de 1940).[10]

## Condecoraciones
A lo largo de su carrera militar Mijaíl Efrémov recibió las siguientes condecoraciones
- Héroe de la Federación de Rusia (N.º 378; 31 de diciembre de 1996)
- Orden de Lenin (22 de febrero de 1938)
- Orden de la Bandera Roja, dos veces (10 de septiembre de 1920 y 2 de enero de 1942)
- Orden de la Bandera Roja del Trabajo (11 de noviembre de 1927)
- Orden de la Bandera Roja de la RSS de Azerbaiyán, dos veces (10 de septiembre de 1920 y 13 de noviembre de 1920)
- Medalla del 20.º Aniversario del Ejército Rojo de Obreros y Campesinos (22 de febrero de 1938)